# Сабай (Татарстан)
Сабай (тат. Сабай) — деревня в Сабинском районе Республики Татарстан, в составе Тимершикского сельского поселения.

## Географическое положение
Деревня находится в 1 км от реки Малая Мёша, в 10 км к западу от районного центра, посёлка городского типа Богатые Сабы.